# لایوو
لایوو (به لاتین: Laiwu) یک شهر مرکزی در جمهوری خلق چین است که در شاندونگ واقع شده‌است. لایوو ۲٬۲۴۶٫۲۱ کیلومترمربع مساحت و ۱٬۲۹۸٬۵۲۹ نفر جمعیت دارد.